# أبو عبد الله محمد التاسع
أبو عبد الله محمد التاسع (1396 - 1453) هو محمد بن نصر بن محمد بن يوسف بن إسماعيل بن فرج بن إسماعيل بن يوسف. من بني نصر أو بني الأحمر المنحدرة من قبيلة الخزرج القحطانية، حكم مملكة غرناطة في الأندلس أربع فترات متفرقة بين عامي (1419 - 1453).